# Meibomia rottleri
Meibomia rottleri là một loài thực vật có hoa trong họ Đậu. Loài này được (Spreng.) Kuntze mô tả khoa học đầu tiên năm 1891.